# Revisiones de mantenimiento de aeronaves

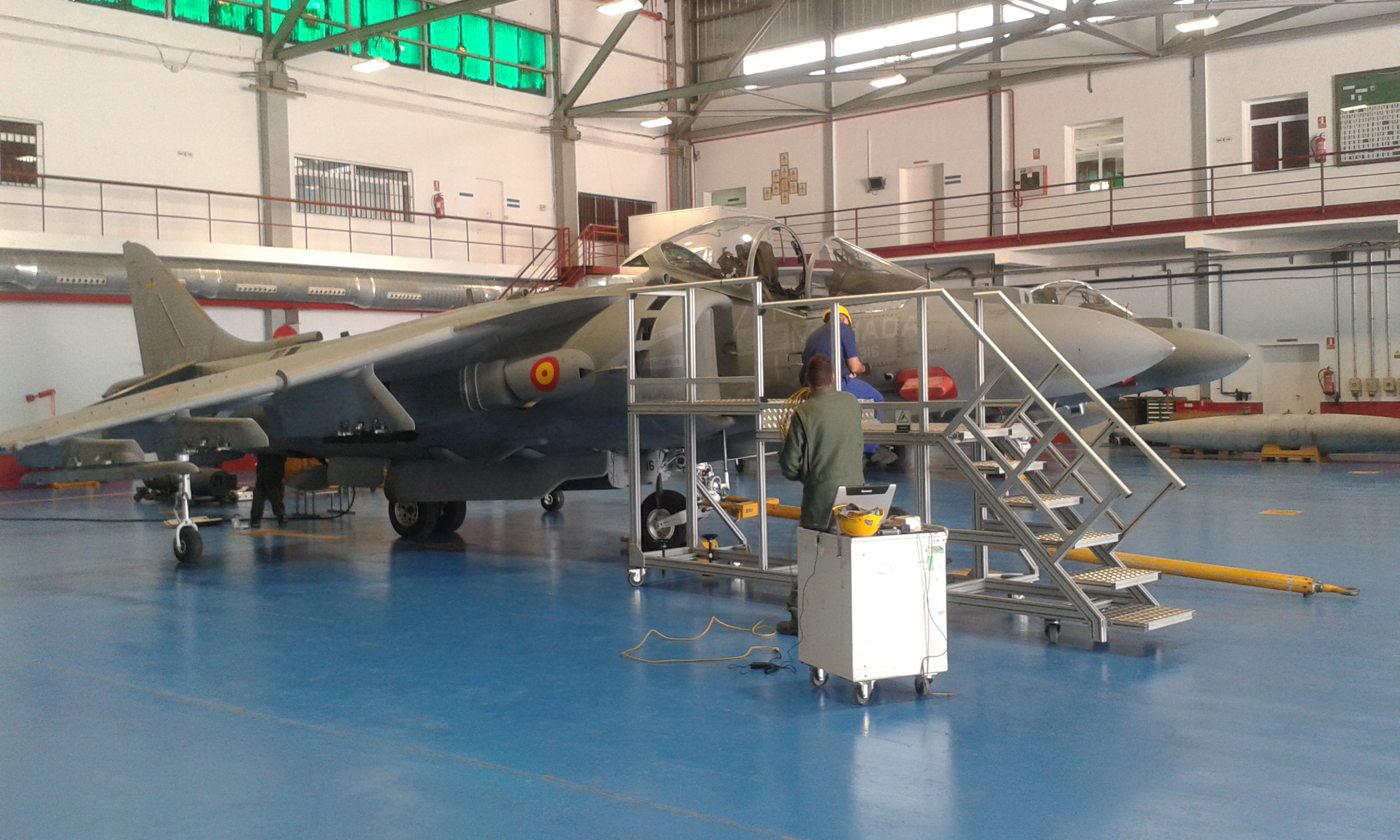
Realización del mantenimiento de un Harrier II.

Las revisiones de mantenimiento de aeronaves son las inspecciones periódicas que deben realizarse a todas las aeronaves comerciales/civiles después de un tiempo determinado o después de un uso concreto (las aeronaves militares suelen seguir programas de mantenimiento específicos, los cuales pueden ser o no similares a los de las aeronaves comerciales/civiles). Las compañías aéreas y otros operadores comerciales de aeronaves propulsadas por turborreactores siguen un programa de inspección continua aprobado por la Agencia Europea de Seguridad Aérea (EASA) en Europa, y por la Administración Federal de Aviación (FAA) en Estados Unidos.
En el caso de la EASA, el programa de inspección viene regulado por el REGLAMENTO (UE) nº 1321/2014 DE LA COMISIÓN del 26 de noviembre de 2014, siendo el mismo relativo al mantenimiento de la aeronavegabilidad de las aeronaves y los productos aeronáuticos, componentes y equipos y a las organizaciones y personal que participan en dichas tareas. Las especificaciones que han de seguir dichas revisiones de mantenimiento vienen recogidas, específicamente, en el Anexo I (Parte M).
Los intervalos de tiempo estipulados entre las diferentes inspecciones de mantenimiento dependen tanto del fabricante de la aeronave como del operador de la misma. Dichas revisiones, normalmente, dependen del número total de horas de vuelo de la aeronave y del número de ciclos de la misma (número de aterrizajes).

## Tipos de mantenimiento
Los tipos de mantenimiento de aeronaves pueden clasificarse en:
- Mantenimiento correctivo: Aquel que es llevado a cabo en el momento en que se detecta una avería que pone en peligro la aeronavegabilidad de la aeronave.
- Mantenimiento preventivo: Aquel que se lleva a cabo en base al seguimiento de un plan de revisiones y recambios determinado, siendo el objetivo del mismo la conservación de la aeronavegabilidad de la aeronave y el restablecimiento del nivel especificado de fiabilidad.

## Tipos de revisiones de mantenimiento
Los intervalos estándar son los siguientes:

### Revisiones en tránsito
Son realizadas antes de cada vuelo, incluyéndose las escalas que se realicen. Consisten en una rápida inspección en la que se comprueban aspectos generales de la aeronave, tales como el estado de los neumáticos, el nivel de aceite, la posible existencia de algún daño estructural...

### Revisiones diarias
Consisten en una comprobación del nivel de aceite, el cual debe ser revisado entre 15 y 30 minutos después de que los motores se apaguen, de cara a conseguir una lectura precisa del mismo. Esto significa que el nivel de aceite no puede ser comprobado, por tanto, antes del primer vuelo del día.
No obstante, si se tuviera que comprobar el nivel de aceite de manera previa al primer despegue, la aeronave debe efectuar un rodaje de, como mínimo, dos minutos para calentar el aceite. Aunque dicho procedimiento no es habitual, puede resultar necesario en determinados casos.

### Revisiones de 48 horas
Este tipo de revisiones reemplaza a la revisión diaria en el caso relativo a muchos modelos de aeronaves. Las revisiones de 48 horas son realizadas cada dicho intervalo temporal, dependiendo de las especificaciones concretas de la aerolínea. Pueden incluir comprobaciones más detalladas que las revisiones diarias y algunos ejemplos de inspecciones que son llevadas a cabo son la comprobación de ruedas y de frenos, la reposición de fluidos (aceite del motor, líquido hidráulico...) la inspección y reposición del aceite de la unidad de potencia auxiliar y la inspección visual del fuselaje, de las alas, del interior y de la cabina.

### Revisiones de horario límite
Algunas revisiones presentan tareas de mantenimiento asignadas en función del número de horas que el sistema en cuestión haya estado operando. Dicha asignación se establece para las revisiones de motores, controles de la aeronave y otros sistemas que se encuentren operando de manera continuada durante el vuelo y/o la rodadura.

### Revisiones de ciclo límite de operación
Para otros sistemas de la aeronave se realizan tareas de mantenimiento según el seguimiento de una planificación determinada que depende del número de ciclos operativos operados. Por ejemplo, el tren de aterrizaje sólo se utiliza en los despegues y en los aterrizajes, operaciones cuyo número varía en función de la planificación del vuelo. La estructura, los componentes de los motores, las palas de las turbinas y otros componentes se encuentran sujetos a esfuerzos cíclicos, de modo que presentarán numerosas tareas de mantenimiento.

### Revisiones PS
Algunas grandes aerolíneas, tales como American Airlines, realizan revisiones cada 2 o 3 días, lo cual es denominado como “Servicio Periódico” (“Periodic Service” = PS). En ellas, la aeronave es inspeccionada de forma visual y el libro de registros es revisado por si existieran necesidades de mantenimiento. Las revisiones de este tipo suelen ser realizadas de noche o durante el día, en períodos de inactividad de la aeronave, y suelen conllevar un esfuerzo estimado de dos horas-hombre de media.

### Revisiones por clasificación de tiempo
Dichas revisiones se identifican con las letras A, B, C y D. Esta clasificación, explicada posteriormente, hace que se tenga un programa de mantenimiento óptimo que permite que las revisiones sean realizadas en el momento más apropiado para el sistema o equipamiento en cuestión. Esto hace el programa más adaptable a las necesidades del operador. Sin embargo, algunos operadores optan por seguir organizando el mantenimiento en bloques, por intervalos de horas o ciclos.

#### Revisión A
Se realizan cada 400-600 horas o cada 200-300 ciclos (el despegue y el aterrizaje son considerados como un solo ciclo para la aeronave), en función del tiempo de aeronave. Son necesarias entre 50 y 70 horas-hombre y, normalmente, son realizadas en los hangares en tierra, presentando unas duraciones mínimas de 10 horas. 
La regularidad de estas revisiones depende del tipo de aeronave, así como de los ciclos totales o del número de horas de vuelo desde la revisión anterior. Dicho evento puede ser retrasado por la aerolínea si se dan ciertas condiciones predeterminadas.

#### Revisión B
Se realizan, aproximadamente, cada 6-8 meses. Son necesarias entre 160 y 180 horas-hombre, dependiendo del tipo de aeronave, y presentan una duración de entre 1 y 3 días, siendo dichas revisiones realizadas en los hangares de los aeropuertos.

#### Revisión C
Se realizan cada 20-24 meses, cuando la aeronave cumple con un número determinado de horas de vuelo (“Flight hours” = FH), aunque la regularidad de este tipo de revisiones también puede ser fijada por el fabricante. Son mucho más profundas que las revisiones B, puesto que requieren la revisión de un número de piezas mucho mayor. 
Estas revisiones dejan fuera de servicio a la aeronave, la cual no puede abandonar el lugar de mantenimiento hasta que la verificación haya sido completada. Dicho control requiere, también, un mayor espacio que las revisiones A y B, de modo que se lleva a cabo en un hangar de una base de mantenimiento. El tiempo necesario para completar las revisiones C es de 1-2 semanas, suponiendo un esfuerzo estimado de 6000 horas-hombre.

#### Revisión D
Son las revisiones más completas y exigentes para la aeronave. Se trata de un tipo de chequeo efectuado, aproximadamente, cada 6 años, y consiste en una revisión en la que se trata, prácticamente, a la totalidad de la aeronave para su inspección y reparación. En este caso, incluso la pintura debe ser retirada en su totalidad, de cara a una inspección más profunda que la realizada en el fuselaje en los casos anteriores.  
Este tipo de revisiones suele conllevar, generalmente, un esfuerzo aproximado de 50000 horas/hombre, y es llevada a cabo en unos dos meses, dependiendo todo ello de la aeronave y del número de técnicos encargados de llevar a cabo dicha labor.
Las revisiones D también requieren un mayor espacio que las anteriores revisiones, debiendo éstas ser llevadas a cabo, por tanto, en una base de mantenimiento adecuada. Los requerimientos y el tremendo esfuerzo exigidos por una revisión de este tipo suponen que dicho chequeo sea el más caro con diferencia, estableciéndose un coste total aproximado de un millón de dólares para una única revisión.
Debido al elevado coste de este tipo de revisiones, la mayoría de las aerolíneas (especialmente aquellas que cuentan con una gran flota) se ven obligadas a planificar las revisiones D con años de antelación. Habitualmente, las aeronaves más antiguas se van eliminando de las flotas debido al elevado coste que supone una revisión de tipo D en comparación con el coste de la adquisición de una nueva aeronave. De media, una aeronave comercial pasa tres revisiones D antes de ser retirada por la aerolínea.
Debido a la gran cantidad de tiempo que tarda una aeronave en pasar una revisión de tipo D, se suele aprovechar para realizar diferentes tipos de mejoras en cabina, tales como la renovación de los asientos, la mejora de los sistemas de entretenimiento...

## Tareas de mantenimiento
El mantenimiento de la aeronavegabilidad de una aeronave, así como del buen funcionamiento del equipamiento operacional y del equipamiento de emergencia, debe asegurarse mediante:
1. La realización de inspecciones previas al vuelo.
2. La rectificación, según los datos especificados en el artículo M.A.304 y/o M.A.401 del Anexo I (Parte M) de la EASA, de cualquier defecto o daño que afecte a una operación segura, teniéndose en cuenta, para toda aeronave de gran tamaño o utilizada en el transporte aéreo comercial, la lista de equipamiento mínimo y la lista de desviación de la configuración, según proceda en función del tipo de aeronave.
3. La realización de todas las tareas de mantenimiento, de acuerdo al programa de mantenimiento de aeronaves especificado en el artículo M.A.302
4. El análisis de la efectividad del programa de mantenimiento aprobado conforme al artículo M.A.302, para todas las aeronaves de gran tamaño o utilizadas en el transporte aéreo comercial.
5. El cumplimiento de cualquiera de los siguientes instrumentos que sea aplicable:
  1. Directiva de aeronavegabilidad.
  2. Directiva operativa con repercusiones para el mantenimiento de la aeronavegabilidad.
  3. Requisitos de mantenimiento de la aeronavegabilidad, establecidos por la Agencia Europea de Seguridad Aérea.
  4. Medidas exigidas por la autoridad competente en reacción inmediata a un problema de seguridad.
6. La realización de modificaciones y reparaciones.
7. El establecimiento de una política de incorporación para toda aeronave de gran tamaño o utilizada en el transporte aéreo comercial, en el caso de modificaciones y/o inspecciones no obligatorias.
8. Vuelos de verificación de mantenimiento en caso de necesidad.